# Georges Mailhos
Georges Mailhos, né le 5 mai 1932 à Mont-de-Marsan et mort le 12 janvier 2016 à Plaisance-du-Touch (Haute-Garonne), est un universitaire français, spécialiste de la littérature française du XVIIIe siècle.

## Biographie

### Famille
Georges Mailhos est né dans une famille d'origine gasconne le 5 mai 1932 à Mont-de-Marsan, dans les Landes.
Il est décédé à Plaisance-du-Touch, en Haute-Garonne.
Georges Mailhos a épousé en 1955 Line Gaulhet, élève à l'école normale supérieure de Sèvres, devenue par la suite inspectrice générale de l'Éducation nationale.
Le couple a eu deux enfants : Pascal Mailhos et Fabien Mailhos.

### Formation
Georges Mailhos a fait ses études secondaires à Toulouse, à Saint-Stanislas (Le Caousou) puis au lycée de garçons, devenu par la suite lycée Pierre-de-Fermat de Toulouse.
Il suit des études supérieures de littérature et est élève en khâgne au lycée Henri-IV à Paris.
En 1954, il entre à l'Ecole normale supérieure de Saint-Cloud et poursuit des études de lettres classiques et de philosophie à la Sorbonne.
Agrégé de lettres classiques en 1957, il est nommé la même année professeur au lycée Pierre-de-Fermat, qu'il avait quitté six ans plus tôt en tant qu'élève.

### Carrière universitaire
Après son service militaire, Georges Mailhos est nommé en 1963 assistant de littérature française à la Faculté de Lettres de Toulouse.
Maître assistant en 1967, il prépare une thèse de doctorat, qu'il soutient en 1973 : Voltaire témoin de son temps, sous la direction de René Pomeau. Devenu docteur, il est nommé la même année professeur des universités (chaire du XVIIIe siècle) et intègre le jury de l'agrégation de lettres classiques (dont il fait partie jusqu'en 1979).
Il est élu président de l'université de Toulouse - le Mirail (aujourd'hui Toulouse Jean Jaurès) en 1980, et occupe ces responsabilités jusqu'en 1986. Il est à nouveau président de la même université de 1991 à 1996,. En tant que président, il est notamment à l'origine de la Maison de la recherche, inaugurée en 1994, qui accueille des laboratoires de recherche en sciences humaines de l'université et du CNRS - ce qui est une première pour une université française hors de l'agglomération parisienne dans le domaine des sciences humaines. Il a également promu le projet d'une "5e université" fédérant les universités toulousaines, et regroupant les sites de Figeac, Rodez, Albi et Castres. Georges Mailhos a, par la suite, été l'un des maîtres d’œuvre de l'installation de l'Institut national universitaire Champollion à Albi et Rodez,.
Sa grande connaissance du milieu universitaire et de l'enseignement supérieur lui ont valu d'être chargé de plusieurs missions et mandats nationaux, y compris après sa retraite en 1997. En 1981, Georges Mailhos est nommé par Alain Savary, ministre de l'Éducation nationale, membre du groupe pédagogique restreint de la conférence des présidents d'université. En 1990, il est chargé par Lionel Jospin, ministre de l'Education nationale, de la jeunesse et des sports, d'une mission pour le plan "Université 2000",,,. De 1996 à 2001, Georges Mailhos a également siégé au Conseil économique et social de la région Midi-Pyrénées, en tant que personnalité qualifiée.
En 1997, Georges Mailhos est nommé professeur émérite des universités.

### Membre de l'Académie des Jeux floraux de Toulouse
Georges Mailhos a été élu en 2001 à l'Académie des jeux floraux de Toulouse, société savante toulousaine fondée en 1323, et consacrée à la promotion de la poésie, de la littérature et des arts, considérée comme la plus ancienne académie littéraire d'Europe. Il siège au Ve fauteuil.
Georges Mailhos a été élu secrétaire perpétuel de l'Académie en 2009 et en occupe les fonctions jusqu'à sa mort en 2016,.
Georges Mailhos meurt le 12 janvier 2016.

## Héritage intellectuel
Georges Mailhos est un spécialiste reconnu de la littérature française du XVIIIe siècle, et particulièrement de Voltaire, auquel il a consacré sa thèse de doctorat.
Au cours de sa carrière universitaire, ses sujets de prédilection ont été le XVIIIe siècle, le cinéma et la poésie moderne.
Georges Mailhos a dirigé de 1965 à 1995 un séminaire où se côtoyaient professeurs et étudiants, et dont le thème général était la représentation. Ce séminaire traitait aussi bien de philosophie grecque, de romantisme allemand que de poésie française.
Souhaitant promouvoir la connaissance, la transmission du savoir et le développement de l'esprit critique au sein de la société, il fut l'un des créateurs du cercle Condorcet, au sein de la Fédération des œuvres laïques,,.

## Hommages
Plusieurs lieux portent le nom de Georges Mailhos :
- la bibliothèque de l'École nationale supérieure de l'audiovisuel (ENSAV) de Toulouse.
- l'école des arts de Plaisance-du-Touch[8].
- l'école primaire publique Georges-Mailhos de Toulouse, d'une capacité de 18 classes, dans le quartier Malepère[9].
- un amphithéâtre de l'université de Toulouse - Jean Jaurès[6].

## Publications

### En tant qu'auteur
- Introduction à la vie littéraire du XVIIIe siècle (avec Michel Launay), Bordas/Mouton, 1969
- Voltaire témoin de son temps (thèse de doctorat), 1983
- Et ainsi de suite suivi d’Éclats du souvenir (posthume), Éditions Privat, 2019
- Précis familier de culture générale, préfacé par Mona Ozouf, Éditions Privat, 2019

### En tant que préfacier ou collaborateur
- Préface à l'Histoire de Charles XII de Voltaire, Garnier/Flammarion, 1968
- Le siècle des Lumières (ss dir. Jean Goulemot et al.), Editions du Seuil, 1968
- Les mots de la République de Maurice Agulhon, Presses universitaires du Mirail, 2007
- Préface de La Séduction de l'équipe de littérature et herméneutique de Toulouse, Eurédit, 2010

### En tant que directeur de publication
- Jaurès : l'intégrale des articles publiés de 1887 à 1914 dans La Dépêche, Éditions Privat, 2009
- Clemenceau : l'intégrale des articles publiés de 1884 à 1906 dans La Dépêche, Éditions Privat, 2013

## Récompenses et distinctions

### Décorations
- Officier de la Légion d'honneur
- Commandeur des Palmes académiques
- Commandeur de l'Ordre du Lion de Finlande
- Chevalier de l'Ordre royal de l’Étoile polaire de Suède